# Fahrbahnaufweitung
Der Begriff Fahrbahnaufweitung bezeichnet die Vergrößerung der Fahrbahnbreite einer Straße.
Notwendig ist die Verbreiterung des Straßenquerschnittes im Bereich eines Fahrbahnteilers oder für die Anlage von Mittel- und Abbiegestreifen:
- bei Linksabbiegerfahrstreifen wird der bestehende Streifen zur Hälfte nach rechts verschoben
- wird ein Rechtsabbiegerfahrstreifen hinzugefügt, so wird diese direkt rechts neben dem bestehenden Fahrstreifen angeordnet.

Fahrbahnaufweitungen sind sowohl auf gerader Strecke als auch in Kurven zulässig.

## Berechnung
Der Übergang vom Normal- zum Aufweitungsquerschnitt wird wie folgt berechnet (Zahlenwertgleichung, d. h. nicht einheitentreu):
{\displaystyle l_{\mathrm {z} }=v_{\mathrm {e} }\cdot {\sqrt {\frac {i}{3}}}}
mit
- der Verziehungsstrecke {\displaystyle l_{\mathrm {z} }} in m
- der Entwurfsgeschwindigkeit {\displaystyle v_{\mathrm {e} }} in km/h
- der Gesamtverbreiterung {\displaystyle i} in m.

Aus der Skizze lässt sich herleiten, dass der linke Teil der Kurve (beschriftet mit „1. Parabel“) gemäß folgender Funktionsgleichung verläuft (mit dem Koordinatenursprung im linken Randpunkt, x nach rechts und f(x) nach oben):
{\displaystyle f(x)=2\cdot i\cdot \left({\frac {x}{l_{\mathrm {z} }}}\right)^{2}}
Der rechte Teil der Kurve (beschriftet mit „2. Parabel“) ist punktsymmetrisch zum linken Teil, mit dem Punkt ({\displaystyle l_{\mathrm {z} }/2\quad |\quad i/2}) als Symmetriepunkt.